# Estonia en los Juegos Paralímpicos de Tokio 2020
Estonia estuvo representada en los Juegos Paralímpicos de Tokio 2020 por cinco deportistas, cuatro hombres y una mujer. El equipo paralímpico estonio no obtuvo ninguna medalla en estos Juegos.